# Thomas Perry
Thomas Perry (Tonawanda, 1947) è uno scrittore e sceneggiatore statunitense.

## Biografia
Nato a Tonawanda nel 1947, vive e lavora con moglie e figli nella Southern California.
Dopo un B.A. alla Cornell University, ha conseguito un dottorato di ricerca in letteratura inglese all'Università di Rochester nel 1974.
Dopo aver svolto svariati mestieri (dall'operaio al pescatore passando per l'addetto alla manutenzione del parco), ha esordito nel 1982 con il romanzo giallo The Butcher's Boy al quale hanno fatto seguito più di 25 thriller.
Attivo anche in ambito televisivo come produttore e sceneggiatore, tra i riconoscimenti letterari ottenuti si segnalano due premi Barry: nel 2012 per The Informant e nel 2021 per Eddie's Boy.

## Opere

### Serie Butcher's Boy
- The Butcher's Boy (1982)
- Sleeping Dogs (1992)
- The Informant (2011)
- Eddie's Boy (2020)

### Serie Jane Whitefield
- Vanishing Act (1994)
- Dance for the Dead (1996)
- The Face-Changers (1998)
- Blood Money (1999)
- Runner (2009)
- Poison Flower (2012)
- A String of Beads (2014)
- The Left-Handed Twin (2021)

### Serie Jack Till
- Silence (2007)
- The Boyfriend (2013)

### Serie Fargo scritta con Clive Cussler
- Sepolcro (The Tombs, 2012), Milano, Longanesi, 2015 traduzione di Seba Pezzani ISBN 978-88-304-4185-9.
- L'enigma dei Maya (The Mayan Secrets, 2013), Milano, Longanesi, 2017 traduzione di Seba Pezzani ISBN 978-88-304-4779-0.

### Altri romanzi
- Metzger's Dog (1983)
- Big Fish (1985)
- Island (1988)
- Death Benefits (2001)
- Pursuit (2001)
- Dead Aim (2002)
- Nightlife (2006)
- Fidelity (2008)
- Strip (2010)
- The Old Man (2017)
- The Bomb Maker (2018)
- The Buglar (2019)
- A Small Town (2020)

## Televisione
- Simon & Simon serie TV (1981-1989) (produttore e sceneggiatore)
- L'ultimo cavaliere elettrico serie TV (1986-1987) (sceneggiatore)
- 21 Jump Street serie TV (1987-1991) (sceneggiatore)
- Star Trek: The Next Generation serie TV (1987-1994) (sceneggiatore)
- The Old Man serie TV (2022) (autore del soggetto)

## Premi e riconoscimenti
- Edgar Allan Poe Award per il miglior primo romanzo di un autore americano: 1983 vincitore con The Butcher's Boy
- Gumshoe Award per il miglior romanzo: 2002 vincitore con Pursuit
- Premio Barry per il miglior thriller: 2012 vincitore con The Informant e 2021 con Eddie's Boy